# IYPT Brasil 2011
O IYPT Brasil 2011 foi a sexta edição da versão nacional do IYPT (Torneio Internacional de Jovens Físicos). A Fase Final desta olimpíada científica foi disputada entre os dias 13 e 15 de maio de 2011 na cidade de São Paulo.
As dezoito equipes com melhor desempenho na Fase Classificatória foram selecionadas para a Fase Final, sediada pela Escola Politécnica da USP e pela Universidade Paulista. Os Physics Fights e as Cerimônias de Abertura e Encerramento foram transmitidos ao vivo pela internet.
Pelo segundo ano consecutivo, o evento teve a coordenação da B8 Projetos Educacionais, responsável também pela implementação de outros eventos científicos no Brasil, como a IJSO .
A partir do resultado desta competição, foi definida a delegação brasileira na edição mundial do IYPT 2011, programada para o período de 22 a 31 de julho em Teerã, Irã.

## Problemas
Foram adotados ao longo do IYPT Brasil 2011 os mesmos problemas escolhidos pelo Comitê Internacional do IYPT para o ano corrente. As 17 questões foram oficializadas após reunião em em Viena, Áustria, logo após o encerramento do IYPT 2010.
Seguindo o estatuto do torneio, cabe à organização de cada país realizar a tradução para o seu idioma e divulgar amplamente os problemas em sites e blogs dedicados às ciências. A versão em português foi apresentada originalmente na página oficial do IYPT Brasil e posteriormente disponibilizado livremente em diversos outros portais.

## Fase Classificatória
As equipes inscritas tiveram que elaborar um relatório técnico sobre 5 entre as 17 questões propostas pelo torneio. O relatório deveria conter obrigatoriamente ao menos um experimento, incluindo descrição da metodologia, resultados obtidos e análise crítica. Também foram avaliadas as proposições teóricas selecionadas para a resolução de cada problema.

## Fase Final
As melhores equipes foram convidadas para a disputa da Fase Final do IYPT Brasil 2011, com formato semelhante ao já consagrado há muitos anos na versão internacional da competição. Os times se enfrentaram em três rodadas de Physics Fights (PFs) e as melhores equipes foram classificadas para o Physics Fight Final.
Os integrantes da equipe vencedora do PF Final receberam as medalhas de ouro da competição. Além disso, o colégio vencedor ficou com o Troféu Nicolau Gilberto Ferraro. As equipes classificadas entre a segunda e a quarta posição receberam medalhas de prata. Os demais seis times com melhor desempenho receberam medalhas de bronze.
Durante os PFs, os times foram avaliados por um corpo de jurados composto por professores de Engenharia e Física de universidades como a USP e o ITA, além de ex-participantes do torneio e de estudantes de graduação e pós-graduação. Atuaram como presidentes de sessão os membros da B8 Projetos Educacionais, responsável pela organização do evento.

### Programação
Sexta-feira, 13 de maio: Escola Politécnica da USP 

19:30 - 20:30: Credenciamento das Equipes 

20:30 - 22:00: Cerimônia de Abertura 

22:00 - 23:00: Coquetel de Abertura
Sábado, 14 de maio: Universidade Paulista 

08:30 - 09:00: Credenciamento do Júri 

09:00 - 09:45: Reunião do Júri #1 

10:00 - 13:15: Physics Fight #1 

13:15 - 14:45: Almoço 

14:45 - 15:30: Reunião do Júri #2 

15:45 - 19:00: Physics Fight #2
Domingo, 15 de maio: Universidade Paulista 

08:00 - 08:45: Reunião do Júri #3 

09:15 - 12:30: Physics Fight #3 

12:30 - 14:00: Almoço 

14:00 - 14:05: Anúncio dos Finalistas 

14:30 - 17:30: Physics Fight Final 

18:30 - 19:30: Cerimônia de Encerramento 

19:30 - 20:30: Coquetel de Encerramento

## Resultado Final
O resultado final foi divulgado durante a Cerimônia de Encerramento, realizada no Anfiteatro da Universidade Paulista. A solenidade também contou com apresentações especiais sobre os próximos passos nos projetos da IJSO e do próprio IYPT.

### Equipes premiadas[6]
Ouro:
The Inverted Arrow of Time - Guarulhos, SP
- Capitão: Lucas Henrique Morais[7]
- Leonardo dos Anjos Cunha
- Artur Carvalho Santos
- Julliana dos Santos Frassei
- Abílio Moço Vieira Neto
- Líder: Prof. Eduardo Pinho Prado

Prata:
Gatos de Schrödinger - Santos, SP
- Capitã: Bárbara Cruvinel Santiago
- Bruno Rafael Martins da Silva
- Mateus Pereira Gomes
- Silvio Felipe Gomes Antunes
- Yasminy de Fátima Neves da Silva
- Líder: Prof. Gilberto Júnior Jacob

Alfa Leonis - São Paulo, SP
- Capitão: Danilo Moreira Simões
- Daniele Pereira Souza Lima
- Ellen Carolina Silva Valdigem
- Liara Guinsberg
- Mariko Hanashiro
- Líder: Prof. Ronaldo Fogo

Leviatã - Teresina, PI
- Capitão: Mateus Braga de Carvalho
- Pedro Víctor Barbosa Nolêto
- Letícia Nunes de Oliveira
- Matheus Fernando de Carvalho Lopes Nascimento
- José Matheus Guerra de Alencar Bastos
- Líder: Prof. Rawlinson Medeiros Ibiapina

Bronze:
Zero Kelvin - São José dos Campos, SP
- Capitão: Gustavo Haddad Francisco e Sampaio Braga
- João Gabriel Faria e Miranda
- Gabriel Ribeiro Luz
- Lucas Barreto Mota dos Santos
- Amanda Maria Marciano Leite de Oliveira
- Líder: Prof. Édy Carlos Monteiro

Quark S - São Paulo, SP
- Capitão: Francesco
- Matheus Vitti Santos
- Carla Cristina Bove de Azevedo
- Luís Gustavo Lapinha Dalla Stella
- Matheus Mansour El Batti
- Líder: Prof. Ronaldo Fogo

M42 - São Paulo, SP
- Capitão: Bruno Kenichi Saika
- Ivan Tadeu Ferreira Antunes Filho
- Alied Mônica Camaña Ttito
- Alexandre Cho
- Willian Werner Angelo da Costa
- Líder: Prof. Ronaldo Fogo

Ajax - Goiânia, GO
- Capitão: Vitor Lucena Carneiro
- Pedro Henrique Pedrosa Torres
- Heitor Bueno Ponchio Xavier
- Marina Caixeta dos Santos
- Líder: Prof. José Carlos Formoso

Umidade Zero - Teresina, PI
- Capitão: Guilherme Ribeiro Moreira
- Lucas Moreira Reis Cogo
- Sebastião Beethoven Brandão Filho
- Victor Hugo Fernandes Breder
- João Vitor Magalhães Leite
- Líder: Prof. Herbert José Aquino Sousa

Lépton - Teresina, PI
- Capitão: Diógenes Olimpio Neto
- Thassanee Tayná Ferraz da Silva de Sousa
- Clara Lorena Ferreira Andrade
- Wendell Gonçalves de Oliveira Milanêz
- Marina da Rocha Ferreira
- Líder: Prof. Rawlinson Medeiros Ibiapina

## Formação e preparação do Time Nacional
A delegação que representou o Brasil no Torneio Internacional no Irã foi composta por dois estudantes da equipe premiada com a medalha de ouro e por um estudante de cada uma das três equipes que receberam a medalha de prata. Os alunos indicados pelos times vencedores foram:
- The Inverted Arrow of Time: Lucas Henrique Morais e Juliana dos Santos Frassei
- Gatos de Schrödinger: Bárbara Cruvinel Santiago
- Alfa Leonis: Danilo Moreira Simões
- Leviatã: Mateus Braga de Carvalho[8]

A equipe foi preparada de modo intensivo entre os meses de maio e julho, incluindo visitas a laboratórios de importantes universidades brasileiras, workshops preparatórios e simulações de Physics Fights.
Entre os dias 22 e 31 de julho, o time nacional participou do IYPT 2011 e obteve a 15.a colocação. O torneio foi vencido pela Coreia do Sul e posicionou a Brasil à frente de equipes tradicionais na competição, incluindo a Rússia, país de origem do IYPT.